# 科頓鎮區 (印地安納州瑞士縣)
科頓鎮區（英語：Cotton Township）是位於美國印地安納州瑞士縣的一個行政鎮區。

## 地方資料
根據2010年美國人口普查的數據，科頓鎮區的面積為93.30平方千米，當中陸地面積為93.20平方千米，而水域面積為0.10平方千米。當地共有人口2040人，而人口密度為每平方千米21.86人。